# Karsuddens sjukhus
Karsuddens sjukhus (även kallat Regionsjukhuset Karsudden) är ett svenskt sjukhus och tillika regionklinik, beläget vid Katrineholm. Här vårdas mestadels patienter enligt lagen om rättspykiatrisk vård (LRV). Karsudden är Sveriges största sjukhus för rättspsykiatrisk vård med Stockholms läns landsting (60 vårdplatser), Västra Götalandsregionen (24 vårdplatser) och Sörmlands läns landsting (30 vårdplatser) som upptagningsområden.
Kliniken öppnades 1964 och har totalt 155 vårdplatser fördelade på 14 avdelningar. Medräknat observations- och intagningssplatser är antalet patientplatser 130.
Sjukhusområdet klassas av Statistiska centralbyrån som ett arbetsplatsområde utanför tätort, med en area om 11 hektar och 1 arbetsställe med totalt 200-499 anställda. Områdeskoden är A0390.

## Kända patienter
- Stig Bergling, spion[1]
- Christer Pettersson, huvudmisstänkt i utredningen om mordet på Olof Palme. Dömd för dråp och andra brott. [2]
- Södermannen, serievåldtäktsman[3]